# 白矮星

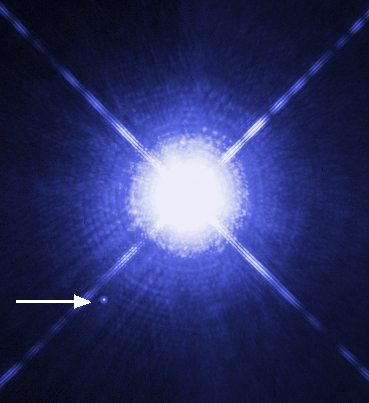
哈伯太空望遠鏡拍攝的天狼星A和B。天狼星B是一顆白矮星，可以看到位在非常明亮的天狼星A左下方。

白矮星，也稱為簡併矮星，是一種主要由電子簡併物質構成的恆星核殘骸。白矮星具有非常高的密度：它的質量與太陽相當，體積與地球相近。白矮星沒有核融合來產生能量，微弱的亮度來自儲存的能量的熱輻射。已知距離最近的白矮星是天狼星B，是在8.6光年的聯星，天狼星A的伴星。目前，在距離太陽最近的百顆恆星系統中，有8顆白矮星。異常昏暗的白矮星在1910年首次被確定:1；白矮星名稱是由威廉·魯伊登在1922年命名的。
白矮星被認為是恆星演化的最終狀態之一，是初始質量大約在10M☉以下（這包括銀河系中超過97%的恆星），質量不夠多，因而不足以演化成為中子星:§1。在主序帶末端的中、低質量的恆星結束氫融合階段後，將膨脹成為紅巨星，在此期間將通過3氦過程將在核心的氦融合成碳和氧。如果一顆紅巨星的質量不足以產生融合碳所需要的核心溫度（約1億K），其將成為惰性的碳和氧積聚的核心。這樣的恆星在脫落其外層，並形成行星狀星雲後，它會留下一個核心，即殘存的白矮星。通常，這種白矮星主要由碳和氧組成，稱為碳氧白矮星（CO white dwarf）。如果初始質量介於8至10.5M☉（太陽質量)之間，核心的溫度足以融合碳，但仍不足以融合氖，這可能會形成氧氖鎂白矮星（ONeMg或ONe white dwarf ）。質量非常低的恆星無法燃燒氦，因此氦白矮星可能是在聯星系統中經由質量流失形成的。
白矮星不再進行核融合反應，因此它已经彻底耗尽了全部的燃料。所以，它不能通過核融合產生熱來抗拒重力以阻止重力崩潰，而只能靠電子簡併壓力來支撐，这導致它有極高的密度。簡併物理學推導出無自轉的白矮星的最大質量是1.44M☉，即錢德拉塞卡極限，超過此上限，電子簡併壓力即無法支撐。接近這個質量極限的碳氧白矮星，通常通過伴星的質量轉移，可能經由一種稱為碳引爆的過程，爆炸成為一顆Ia超新星；SN 1006就被認為是個著名的例子。
白矮星在形成之初仍十分炽熱，但是由于後續沒有能量來源，它會因為不斷的輻射能量而逐漸冷卻。這意味著，白矮星會經由它的輻射，從最初的高色溫，隨著時間的推移而降温和轉紅。在极为漫长的一段冷却時間裡，白矮星内的物質將從核心開始結晶。這顆恆星残骸的低溫意味著它將不再發出顯著的熱量或光，最終將成為冰冷的黑矮星。不过白矮星達到這種狀態所要經歷的時間，經由理論推算，比當前的宇宙年齡（約138億年）還要長，所以認為還沒有黑矮星存在。现存最古老的白矮星仍然在以幾千K的溫度持续輻射能量。

## 發現
第一顆被發現的白矮星是三合星的波江座40，它的成員是主序星的波江座40A，和在一段距離外組成聯星的白矮星波江座40B和主序星的波江座40C。波江座40B和波江座40C這一對聯星是威廉·赫歇爾在1783年1月31日發現的, p. 73，它在1825年再度被瓦西里·雅可夫列维奇·斯特鲁维觀測，1851年被奥托·威廉·冯·斯特鲁维觀測。在1910年，亨利·諾利斯·羅素、愛德華·皮克林和威廉敏娜·佛萊明發現它有一顆黯淡不起眼的伴星，而波江座40B的光譜類型是A型或是白色。在1939年，羅素回顧此一發現, p. 1：
我前往拜訪我的朋友，也是慷慨的恩人艾德華·C·皮克林教授。他一如往常的慈祥，自願檢視和討論我和Hinks在劍橋為觀察恆星視差所做的所有恆星光譜—還包括相互比較。這一段例行公事證明非常有效—發現了許多絕對星等相當黯淡的M型光譜恆星。在談到這個主題時（就我記憶所及），我請教皮克林一些不在我的名單上的暗星，特別是波江座40B。他送了便條到天文台的辦公室，不久結果（我想是來自佛蘭銘夫人的）就來了，它的光譜是A型。即使在那天文領域的蠻荒年代，我也對其有足夠的了解，足以意識到其中的不對勁，那就是表面亮度和密度不符當時的理論可能數值。我臉上一定展現了我的困惑以及沮喪，這個完美的恆星規律上似乎出了個例外。但是皮克林微笑的對著我說：「就是因為這些例外，我們的知識才得以增長」，於是白矮星進入了研究領域！
對波江座40B的光譜正式的描述是在1914年由沃爾特·亞當斯提出的。
天狼星的伴星，天狼星B，隨後也被發現。在19世紀，對有些恆星已經能夠精確的測量出其位置上的微小變化。貝塞爾使用這些精確的測量確定天狼星（大犬座α）、南河三（小犬座α）的位置都有些變動，在1844年他預言這兩顆恆星都有看不見的伴星：
如果我們認為天狼星和南河三是雙星，它們位置的變動就不會使我們驚訝了；我們必須承認它們，並且只由觀測確定它們的數量。但光度並不能反映質量的真實性質，如此多可見的恆星並不能證明沒有許多看不見的恆星。
貝塞爾粗略的估計出天狼星伴星的軌道週期是半個世紀 C. H. F.彼得在1851年也計算出一個週期。直到1862年1月31日，阿尔万·格雷厄姆·克拉克才看見這顆緊挨著天狼星的伴星，然後就證實這顆預期中存在的伴星，沃爾特·亞當斯在1915年宣布天狼星B的光譜和天狼星相似。 
在1917年，范·马南發現了一顆孤獨的白矮星，現在被稱為范马南星。這三顆白矮星，最早發現的，是所謂的經典的白矮星, p. 2。終於，有許多的黯淡的白色恆星被發現，它們都有高自行，表示都是緊鄰地球的低光度天體，因此都是白矮星。
威廉·魯伊登在1922年要說明這種天體時，似乎是第一個使用白矮星這個名詞的人，稍後這個名詞經亚瑟·爱丁顿而通俗化了。儘管有各種的懷疑，第一顆非經典的白矮星大約直到1930年代才被辨認出來。在1939年已經發現了18顆白矮星, p. 3，在1940年代，魯伊登和其他人繼續研究白矮星，到1950年發現已經超過一百顆的白矮星，到了1999年，這個數目已經超過2,000顆之後的史隆數位巡天發現的白矮星就超過9,000顆，而且絕大多數都是新發現的。

## 組成和結構
雖然在已知的白矮星中，質量估計最低是0.17 ，最高是1.33太陽質量，但質量分布明顯的在0.6太陽質量處是個高峰，大多數的質量都在0.5至0.7太陽質量之間。被觀測過的白矮星半徑估計在0.008和0.02太陽半徑之間。相較於地球的半徑是太陽的0.009，白矮星將相當於太陽的質量封裝在只有太陽的百萬分之一，與地球相似的體積內，因此白矮星的平均密度大約是太陽密度的百萬倍，幾乎是106公克（1噸） / 立方公分。白矮星是密度最大的已知天體种类之一，只有其他的緻密天體，像是中子星、黑洞和假設可能存在的夸克星能超越它。
白矮星在被發現之後就被確認是密度極端高的天體。如果一顆在聯星系統的恆星，像是天狼星B和波江座40B，是可以從聯星的軌道估計出它的質量的。在1910年對天狼星B這樣做過，得到的質量是0.94太陽質量（現代的估計是1太陽質量）。由於高溫恆星的輻射量大於低溫恆星，恆星的表面亮度可以從有效表面溫度，也可以從光譜來估計。如果知道恆星的距離，它的整體光度也能估計出來。從這兩種圖表可以比較出恆星的半徑，由推理排出來的順序讓當時的天文學家非常困惑，因為天狼星B和波江座40B必須有非常高的密度。例如，當恩斯特·厄皮克在1916年估計一些聯星的密度時，他就發現波江座40B的密度超過太陽25,000倍以上，使他認為是"不可能的"。如同亞瑟·史坦利·愛丁頓在1927年之後寫道, p. 50：
我們透過星光之中的訊息來學習與了解星星。當我們解讀了天狼星伴星所傳來的光訊息之後，我們得到以下的解譯："組成我的材料的密度，是比你所見過任何材料的密度都要高3000倍；光是一塊小到可以放進火柴盒裡的這種材料，它的重量就可以超過一噸。"看到此訊息我們能做何回應?在1914年，我們通常只會有一種回應-"閉嘴，別盡說些荒唐話。"
正如愛丁頓于1924年指出的那样，根据广义相对论，天狼B的光线将发生引力红移。1925年，亚当斯的观测证实了引力红移存在。

## 质量-半径关系和质量极限
根据能量最小化原理，能简单的推导出关于白矮星质量和半径之间的粗略关系。我们可以把白矮星的初始能量近似的设定为与太阳的重力势能和动能相当。
我们把1单位质量（就是说重力势能公式中的m=1）的白矮星的重力势能计为Eg，根据势能公式，Eg=− GM/R，其中G是万有引力常数, M是白矮星质量, R是其半径。同样的，1单位质量的动能计为Ek，主要决定于其中的电子动能，所以它近似于N p2/2m，其中p是电子平均动量，m是电子的质量, N是单位质量内的电子数。  电子是简并物质，根据测不准原理，我们可用电子动量的测不准量Δp近似的表示p。也就是说，ΔpΔx近似的等于简化普朗克常数ħ。其中的Δx近似于电子间平均距离，大致等于n−1/3，也就是单位电子密度的立方根，其中的n是1单位体积的电子数。基于白矮星的电子总数为N×M，而它们的总体积正比于R3，因此n近似于N×M/R3.根据动能的微分公式Ek，我们有：
{\displaystyle E_{k}\approx {\frac {N(\Delta p)^{2}}{2m}}\approx {\frac {N\hbar ^{2}n^{2/3}}{2m}}\approx {\frac {M^{2/3}N^{5/3}\hbar ^{2}}{2mR^{2}}}}。当白矮星的总能量Eg + Ek最小时，它处于稳定平衡态。从这点来看，重力势能和动能应该相等。于是，我们得到下式：
{\displaystyle |E_{g}|\approx {\frac {GM}{R}}=E_{k}\approx {\frac {M^{2/3}N^{5/3}\hbar ^{2}}{2mR^{2}}}}。由上式求解半径R，就得到
{\displaystyle R\approx {\frac {N^{5/3}\hbar ^{2}}{2mGM^{1/3}}}}。上式中，N取决于白矮星的元素组成比例，而ħ是个普适常数（恒量）。由此，我们获得白矮星质量与半径之间的比例关系为：
{\displaystyle R\sim {\frac {1}{M^{1/3}}},\,}
就是说，白矮星的半径与其质量的立方根成反比例关系。

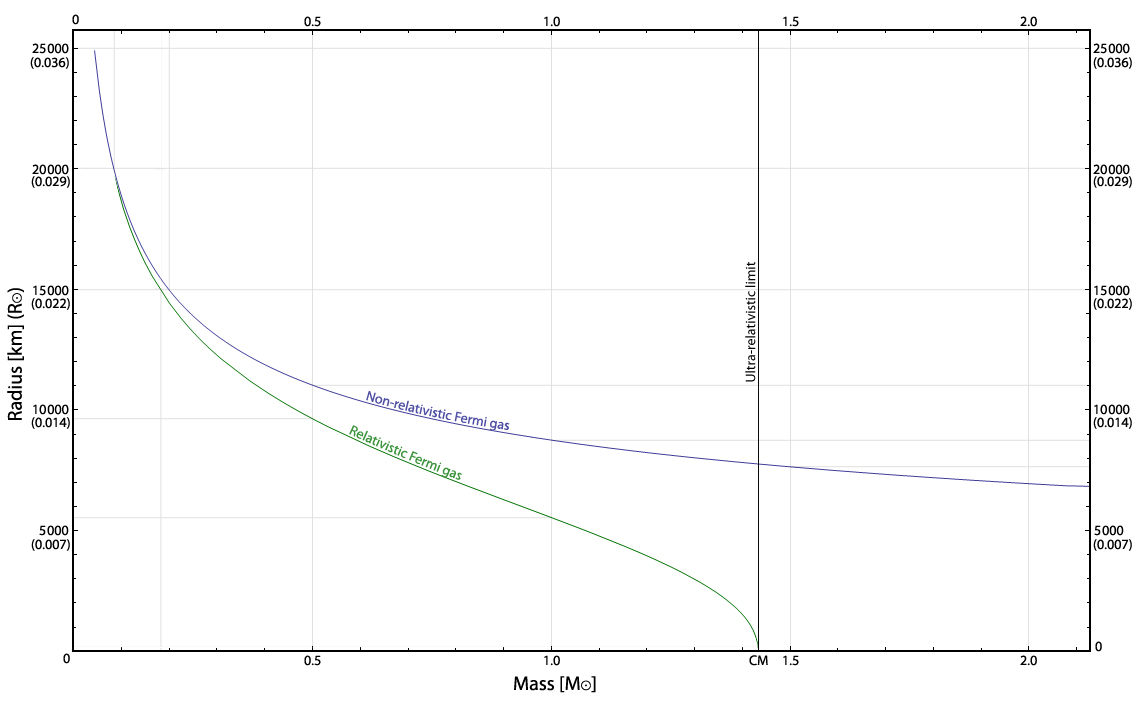
白矮星的质量——半径关系图

上述计算中的势能采用了牛顿公式，所以计算结果是非相对论性的。假如我们对计算中的白矮星内电子速度做相对论性修正，就是说当电子速度逼近光速c时，我们应把电子动能p2/2m用狭义相对论的近似值pc代替。经过这个替换，我们就发现
{\displaystyle E_{k\ {\rm {relativistic}}}\approx {\frac {M^{1/3}N^{4/3}\hbar c}{R}}}。如果我们把此式与Eg联立取等，就可看到R已经消去，而质量M的极限值约为
{\displaystyle M_{\rm {limit}}\approx N^{2}\left({\frac {\hbar c}{G}}\right)^{3/2}}。
对这个质量极限的解释是：因为白矮星的质量与其体积成反向关系，当我们增加白矮星的质量时，它的半径反而缩小。于是，根据测不准原理，电子的动量或者说它的速度将增加。当电子运动速度逼近光速c时，相对论性计算的准确度迅速提高，意味着白矮星质量M将收敛于Mlimit。因光速不可逾越，白矮星的质量不可能大于质量极限Mlimit。
要更精确的计算白矮星的质量——半径关系和质量极限，必须考虑描述白矮星物质密度与压强关系的状态方程式。

## 形成
白矮星被認為是質量介於0.07至10M☉為主序星的生命終點，產生的白矮星組成取決於恆星的初始質量。目前的星系模型表明，銀河系現在大約包含100億顆白矮星。

### 非常低質量的恆星
如果主序星的初始質量低於0.5M☉，它永遠不會熱到足夠讓核心的氦參與核融合反應。因此，其壽命遠遠超過宇宙的年齡（大約138億年）。這樣的恆星最終將燃燒它所有的氫，在一段時間內成為一顆藍矮星，並結束其進化，成為主要由氦-4組成的白矮星。由於這過程需要很長的時間，因此現在還觀察不到起源於它們的氦白矮星。相反的，現存的氦白矮星被認為是聯星系統中質量損失的產物，由於大行星伴星造成的質量損失。

### 低至中等質量的恆星
如果主序星的初始質量介於0.5至8M☉之間，例如我們的太陽，它的核心會變得足夠的熱，可以通過3氦過程將氦融合成碳和氧，但仍永遠不足以將碳融合成氖。在核融合反應接近尾聲時，這樣的恆星將有一個不再進行核融合反應的碳氧核，周圍是仍在反應的氦殼，和更外層還在燃燒氫的殼。在赫羅圖上，可以在漸近巨星分支上找到這一類的恆星。然後它將排出其大部分的外層物質，形成一個行星狀星雲，直到只剩下碳氧的核心。這個過程將生成碳氧白矮星，成為我們觀測到的絕大多數白矮星。

### 中等質量到大質量的恆星
如果一顆恆星的質量足夠巨大，它的核心最終會熱到足夠將碳融合成氖，然後將氖繼續融合成更重的元素，直到融合成鐵。這樣的恆星不會變成白矮星，因為其不再有核融合反應的核心物質最初是由電子簡併壓力支撐，而最終將超過簡併壓力所能支撐的最大質量。於是恆星的核心將會崩潰，成為核心坍縮超新星並爆炸，這將留下一個中子星、黑洞，或者可能是更奇特的一種奇特的緻密星。一些主序星，質量或許在8至10M☉，雖然規模大到足夠將碳融合成氖和鎂，但仍不足以將氖融合成更重的元素。這樣的恆星在核心不坍縮，並且核融合不會猛烈到將核心擊散成超新星的前提下，可能會留下一顆主要由氧、氖和鎂組成的白矮星。雖然已經確定一些白矮星可能是這種類型的，但存在這種白矮星的證據大部分來自稱為氧氖鎂新星或氖新星。這些新星的光譜顯示大量的氖、鎂和其它原子量介於中間的其他元素，這些元素似乎只能通過將物質累積到氧氖鎂白矮星上才能解釋。

### Iax型超新星
Iax型超新星，涉及氦白矮星的氣體累積，被提議成為這種恆星殘骸轉化的通道。在這種情況下，Ia型超新星中產生的碳閃太弱，不會摧毀白矮星，但會產生不對稱的爆炸，只會將其質量的一小部分彈射，成為通常稱為殭屍恆星的恆星，有著高速的恆星運動學#超高速星。在失敗的引爆過程中被轟擊出的物質，被白矮星重新累積，最重的元素，例如鐵，會落在核心，而累積在那兒。這些有鐵芯的白矮星比質量相近的碳氧白矮星小，冷卻和結晶的速度也比較快些。
双星或者多星系统中，由于恆星质量（物質）的交换，恒星的演化过程与单独的恒星不同，例如天狼星的伴星就是一颗年老的大约一个太阳质量的白矮星，但是天狼星是一颗大约2.3个太阳质量的主序星。

## 历史上的发现
1862年，阿尔万·格雷厄姆·克拉克发现天狼星的伴星。根据对恒星数据的分析，这个伴星的质量约一个太阳质量，表面温度大约25000K，但是其光度大约是天狼星的万分之一，所以根据光度和表面积的关系，推断出其大小与地球相当。这样的密度是地球上的物质达不到的。1917年，阿德里安·范马纳恩发现目前已知离太阳最近的白矮星范马南星。
在二十世纪初由马克斯·普朗克等人發展出量子理论之後，拉尔夫·福勒于1926年建立一个基于费米-狄拉克统计的解释白矮星的密度的理论。
1930年，苏布拉马尼扬·钱德拉塞卡发现白矮星的质量上限（钱德拉塞卡极限），并因此获得1983年的诺贝尔物理学奖。

## 外部連結和延伸讀物

### 一般
- White Dwarf Stars, Steven D. Kawaler, in Stellar remnants, S. D. Kawaler, I. Novikov, and G. Srinivasan, edited by Georges Meynet and Daniel Schaerer, Berlin: Springer, 1997.  Lecture notes for Saas-Fee advanced course number 25.  ISBN 3-540-61520-2.

### 物理
- Black holes, white dwarfs, and neutron stars: the physics of compact objects, Stuart L. Shapiro and Saul A. Teukolsky, New York: Wiley, 1983.  ISBN 0-471-87317-9.
- Physics of white dwarf stars （页面存档备份，存于）, D. Koester and G. Chanmugam, Reports on Progress in Physics 53（1990）, pp. 837–915.
- White dwarf stars and the Chandrasekhar limit （页面存档备份，存于）, Dave Gentile, Master's thesis, 帝博大學, 1995.
- Estimating Stellar Parameters from Energy Equipartition（页面存档备份，存于）, sciencebits.com.  Discusses how to find mass-radius relations and mass limits for white dwarfs using simple energy arguments.

### 變化性
- Asteroseismology of white dwarf stars, D. E. Winget, Journal of Physics: Condensed Matter 10, #49（1998-12-14）,  pp. 11247–11261.  DOI 10.1088/0953-8984/10/49/014.

### 磁場
- Magnetism in Isolated and Binary White Dwarfs （页面存档备份，存于）, D. T. Wickramasinghe and Lilia Ferrario, Publications of the Astronomical Society of the Pacific 112, #773 (July 2000), pp. 873–924.

### 頻率
- White Dwarfs and Dark Matter （页面存档备份，存于）, B. K. Gibson and C. Flynn, Science 292, #5525 (2001-06-22), p. 2211.  DOI 10.1126/science.292.5525.2211a.

### 觀測的
- Testing the White Dwarf Mass-Radius Relation with HIPPARCOS （页面存档备份，存于）, J. L. Provencal, H. L. Shipman, Erik Hog, P. Thejll, The Astrophysical Journal 494（1998-02-20）, pp. 759–767.
- Discovery of New Ultracool White Dwarfs in the Sloan Digital Sky Survey （页面存档备份，存于）, Evalyn Gates, Geza Gyuk, Hugh C. Harris, Mark Subbarao, Scott Anderson, S. J. Kleinman, James Liebert, Howard Brewington, J. Brinkmann, Michael Harvanek, Jurek Krzesinski, Don Q. Lamb, Dan Long, Eric H. Neilsen, Jr., Peter R. Newman, Atsuko Nitta, and Stephanie A. Snedden, The Astrophysical Journal 612, #2（September 2004）, pp. L129–L132.
- Villanova University White Dwarf Catalogue WD （页面存档备份，存于）, G. P.McCook and E. M. Sion.
- Dufour, P.; Liebert, James; Fontaine, G.; Behara, N. . Nature. 2007, 450: 522–524  [2008-01-02]. （原始内容存档于2021-04-18）.